# 高倉盛任
高倉 盛任（たかくら もりとう）は、江戸時代中期の弘前藩士。

## 略歴
弘前藩家老・高倉直盛の嫡男として誕生。享保4年（1719年）、父・直盛より家督800石を相続し、享保9年（1724年）、寄合となる。享保12年（1727年）に諸手足軽頭、享保15年（1730年）、馬廻四番組与力預かりとなった。
享保17年（1732年）、死去。